# Župnija Dob
Župnija Dob je rimskokatoliška teritorialna župnija dekanije Domžale nadškofije Ljubljana.

## Sakralni objekti
- cerkev sv. Martina, Dob (župnijska cerkev)
- cerkev sv. Kancijana, Škocjan,
- cerkev sv. Lenarta, Krtina,
- cerkev sv. Trojice, Sveta Trojica.

### Farne spominske plošče v župniji Dob pri Domžalah
V župniji Dob pri Domžalah so postavljene Farne spominske plošče, na katerih so imena vaščanov iz okoliških vasi (Češenik, Brezovica, Brezje, Dob, Jarše, Kokošnje, Krtina, Podrečje, Studenec, Sv. Trojica, Škocjan, Vir in Zgornja Javoršica), ki so padli nasilne smrti na protikomunistični strani v letih 1942-1945. Skupno je na ploščah 35 imen.